# Elephantulus edwardii
Elephantulus edwardii е вид слонска земеровка един от най-южните представители на семейството ендемичен за ЮАР.

## Разпространение и местообитания
Видът е разпространен в югозападната част на ЮАР на територията на бившата Капска провинция. На север ареалът достига до Оранжева река, но видът не е установяван северно от нея на територията на Намибия. Представителите обитават скалисти местности и населяват ареал с площ от около 130 000 km2.